# Boldizsár József (cigányzenész)
Boldizsár József (1823. április 25. – 1878. június 5.) cigányzenész.

## Élete
Kolozsvári illetőségű volt. Ő közölte Wlislocki Henrikkel az egyik cigány kurucdalt, melyet a szabadságharc alatt, mint a 31. zászlóalj vitéze, gyakran hallott cigány társaitól énekelni. Természetes költői hajlammal bírt. Petőfitől több költeményt fordított cigány nyelvre az Összehasonlító Irod. Lapok III. kötetébe; fordításainak nagyobb része kéziratban van, valamint cigány-magyar szótára is.